# Pierre Pinaud
Pour les articles homonymes, voir Pinaud.
Pierre Pinaud, né le 30 mars 1969 à Montauban (Tarn-et-Garonne), est un scénariste et réalisateur français.

## Biographie

### Formation
- Maîtrise de lettres modernes, Paris VII
- Stagiaire et assistant sur de nombreux courts et longs métrages
- École nationale supérieure Louis-Lumière (1990-1992)

### Réalisations
Pierre Pinaud réalise son premier court-métrage Conte sans fée en 1997 avec le soutien du Groupe de recherches et d'essais cinématographiques (GREC).
En 2000, Gelée précoce, son deuxième court-métrage, est sélectionné et primé dans de très nombreux festivals en France et à l'étranger. Il réalise, en 2001, un documentaire Domaine interdit, une réflexion sur la cécité et le statut de l'image. En 2002, il est sélectionné pour l'opération « Jeunes talents Cannes » et réalise le court-métrage Fonctions annexes. En 2003, il poursuit le travail amorcé dans Domaine interdit et réalise une fiction de 30 minutes intitulée Submersible, présenté à Clermont-Ferrand en 2004.
En 2008, il réalise Les Miettes, qui lui vaut de nombreux prix dont le César 2009 du meilleur court-métrage. Son premier long-métrage, Parlez-moi de vous, avec Karin Viard et Nicolas Duvauchelle dans les rôles principaux, sort en janvier 2012.
En 2020, il dédie sa comédie La Fine Fleur à la mémoire de sa mère qui était horticultrice.

## Filmographie

### Courts métrages
- 1997 : Conte sans fée
- 2000 : Gelée précoce
- 2001 : Domaine interdit
- 2003 : Fonctions annexes
- 2004 : Submersible
- 2008 : Les Miettes

### Longs métrages
- 2012 : Parlez-moi de vous
- 2020 : La Fine Fleur